# Grammodes draouia
Grammodes draouia là một loài bướm đêm trong họ Erebidae.